# Eristalis cerealis
Eristalis cerealis är en tvåvingeart som beskrevs av Fabricius 1805. Eristalis cerealis ingår i släktet slamflugor, och familjen blomflugor. Inga underarter finns listade i Catalogue of Life.